# Titz Lajos
Titz Lajos (Láposbánya, 1926. december 11. –) erdélyi magyar agrármérnök, mezőgazdasági szakíró.

## Életútja, munkássága
Középiskoláit Nagybányán a Magyar Állami Gimnáziumban, majd a Gheorghe Şincai Líceum magyar tagozatán végezte, Szatmárnémetiben érettségizett 1946-ban a Mihai Eminescu Líceumban. Egyetemi tanulmányait 1946–48 között a Bolyai Tudományegyetemen, ezt követően a kolozsvári Mezőgazdasági Főiskolán folytatta, 1951-től ugyanott 1957-ig előadó volt a mezőgazdasági állat- és rovartani tanszéken, majd 1989-ig, nyugdíjazásáig vízgazdálkodást tanított. 1988-ban elnyerte a mezőgazdasági tudományok doktora címet A vizenyős területek hasznosítása c. téziseivel.
Tanulmányait a Mezőgazdasági Főiskola Lucrări Ştiinţifice, a Studia Universitatis Babeş–Bolyai, illetve a Román Akadémia Studii şi Cercetări Agronomice című szaklapjaiban publikálta, nagyrészt román nyelven, ezekben a mezőgazdasági munkálatokkal, a telkesítéssel, a vízgazdálkodással foglalkozott.
Társszerzőként Dumitru Mureşannal, Viorel Budiuval és Traian Oneával több tankönyvben, illetve segédkönyvben ugyancsak a vízgazdálkodás gyakorlati kérdéseit taglalta.

## Kötetei
- Az agronómus kézikönyve (társszerző, Bukarest, 1954);
- Takarmánynövények betegségei és kártevői (Mózes Pállal és Páll Olgával, Bukarest, 1955);
- A kalászosok betegségei és kártevői (Mózes Pállal, Páll Olgával és Józsa Ödönnel, Bukarest,  1955);
- Zöldségfélék betegségei és kártevői (Mózes Pállal és Páll Olgával, Bukarest, 1955);
- Gyümölcsöseink lombpusztító hernyói (Bukarest, 1956);
- A kaliforniai (San José) pajzstetű (Bukarest, 1956);
- A vetésfehérítő bogár (Bukarest, 1956);
- A maglucerna és maglóhere kártevői (Bukarest, 1957);
- Termesztett növényeink földalatti részeinek kártevői (Bikarest, 1957);
- Gyümölcsfák és gyümölcsbokrok gyakoribb betegségei és kártevői (Páll Olgával, uo. 1957);
- Növényvédelmi gépek (Antal Andrással, Bukarest, 1961),
- Az öntözés gyakorlata (Sipos Györggyel, Dumitru Mureşannal és Nagy Zoltánnal, Bukarest, 1973).